# استراتيجية وطنية
الاستراتيجية الوطنية هي مجمل الخطط البعيدة المدى لتطور الدول في مختلف المجالات وحمايتها من كافة الأخطار واستعدادها لمواجهة المستقبل. وهي تشمل خطط اقتصادية وصناعية وزراعية  وعلمية وإنسانية وعسكرية وصحية. تستند هذه الخطط على حساب ثروات البلاد، واحتياجاتها وطرق الحفاظ عليها وتغطية هذه الحاجات وخلق طاقات بشرية من مواطنيها قادرة على قيادة دفة الأمور في المستقبل. بهدف الارتقاء بمستوى الحياة في البلاد وتخفيف حدة الطوارئ التي قد تحدث بعمل حساب لها والتخطيط لمواجهتها. بعض الدول قد تغطي 50 عاما باستراتجياتها الوطنية أو أكثر. وتترك الخطط الاستراتيجية مجالا للتكتيك من خلالها ولكن على أن لا يتأثر المسار الرئيسي.
هناك دول تقريبا أتمت استعداداتها بايجاد بدائل الطاقة الحالية المعتمدة على النفط كما جاء ضمن استراتيجياتها الوطنية. بعض الدول بدأ في استخدامها وبعضها ما زال في طور التجارب ولكن خلال ال 25 سنة القادمة لابد وأن تكون بدائل الطاقة في متناول يد الجميع إذا تم الاستعداد لها.